# 长虹集团
四川长虹电子控股集团有限公司（简称长虹集团或长虹），成立于1958年，从公司成立初期到彩电业兴起，到如今IT电子产品的多元化发展，长虹已成为集消费电子、研发和制造核心设备为特色的综合性跨国公司。2019年，长虹的品牌价值达到1572.89亿元人民币，在中国电子百强行业中排名第七，在中国制造业500强中排名第53位。

## 发展历程
1958年，长虹机械厂成立。
1972年，长虹生产出第一台电视机。
1991年，长虹1990年首次荣登彩电行业销售冠军。从1990年开始，长虹连续保持了19年的彩电销售冠军美誉。
1998年，长虹布局东南亚最大的市场印度尼西亚，这是海外市场发展的开始。
2002年，长虹在广东省建立海外制造和销售基地。
2004年，合肥市政府与四川长虹，美菱集团达成战略合作协议，四川长虹对梅岭电器进行战略重组，作为最大股东参加了梅岭电器的整体管理。
2006年，长虹捷克家电生产基地远程启动仪式在绵阳和捷克共和国同时举行，代表着长虹在欧洲的制造基地。
2013年，长虹压缩机成为全球第一大家用压缩机企业。
2014年，长虹推出高端智能CHiQ系列电视/冰箱/空调。
2017年，长虹在澳大利亚悉尼推出CHiQ品牌，代表CHiQ品牌进入国际市场。

## 所获荣誉
2018年9月2日，四川长虹电子控股集团有限公司入选2018中国500强企业。
2019年6月28日，长虹(长虹控股公司)被世界品牌实验室及其独立的评测委员会评测为“2019年(第十六届)中国500最具价值品牌”。品牌价值评估为1572.89亿元人民币，位列第24名。
2019年7月18日，电子信息百强企业名单发布，四川长虹电子控股集团有限公司位列第7位。
2019年9月1日，2019中国企业500强发布，四川长虹电子控股集团有限公司位列第151位；2019中国战略性新兴产业领军企业100强榜单在济南发布，四川长虹电子控股集团有限公司排名第21位；2019中国制造业企业500强榜单发布，四川长虹电子控股集团有限公司排名第58位。
2019年10月17日，获评艾媒金榜(iiMedia Ranking)发布的《2019国产家电品牌排行榜》TOP10。
2019年11月，“2019年四川企业百强榜”发布，四川长虹电子控股集团排名第3位。
2019年12月18日，人民日报“中国品牌发展指数”100榜单排名第97位。
2019年12月25日，获得2019年度人民匠心品牌奖。
2020年5月，获得四川省人民政府关于第七届中国（绵阳）科技城国际科技博览会组织工作先进集体通报表扬。
2020年5月10日，“2020中国品牌500强”排行榜发布，长虹排名第102位。

## 旗下公司
长虹美菱
长虹美菱股份有限公司成立于1983年，是中国重要的电器制造商之一，1993年在深交所挂牌上市（股票代码000521）。
长虹华意
长虹华意压缩机股份有限公司是在深交所挂牌交易的大型国有控股上市公司(股票代码000404)。
长虹佳华
长虹佳华是一家国企控股的香港上市公司(股份代号:8016.HK),定位于新型的IT综合服务商,是整合、优化国内外资源的IT解决方案服务商与IT产品分销商,智能终端产品生产商和服务商。
中科美菱
中科美菱低温科技股份有限公司是长虹美菱股份有限公司和中国科学院理化技术研究所于2002年10月合资成立。
2016年新三板挂牌上市（股票代码835892）。
长虹能源
四川长虹新能源科技股份有限公司现为中国电池行业百强企业，中国电池工业协会副理事长单位，新三板挂牌企业（股票代码：836239）。
长虹民生
四川长虹民生物流股份有限公司成立于2007年,由四川长虹电器股份有限公司、民生轮船股份有限公司及自然人共同投资组建。2016年3月在新三板挂牌上市（股票代码：836237）。
格兰博
长虹格兰博科技股份有限公司创立于2011年，2016年在新三板挂牌上市（股票代码：837322），是一家集家居智慧机器人及新能源电池产品研发、制造、销售于一体的国际化、专业化高新技术企业，总部位于湖南省郴州市。